# الملكية في الأمريكتين

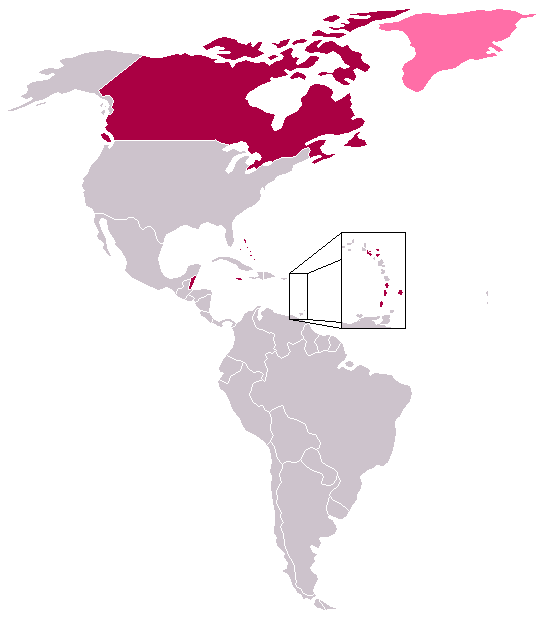
ممالك الكومنولث

هناك 13 مملكة في الأمريكتين (دول وأقاليم تتمتع بالحكم الذاتي، يكون فيها الملك رئيسًا للدولة). تُعد كل مملكة منها ملكيةً دستورية، إذ يرث الحاكم فيها منصبه/ها، وعادةً ما يحتفظ به حتى الموت أو التنازل عنه، ويلتزم بالقوانين والأعراف في ممارسة سلطاته. عشر من هذه الممالك دول مستقلة؛ يتشاركون بالتساوي بحكم الملكة إليزابيث الثانية، التي تقيم بصورة دائمة في المملكة المتحدة، باعتبارها صاحبة السيادة عليهم، ما يجعلهم جزءًا من مجموعة عالمية تُعرف باسم ممالك الكومنولث. والممالك الأخرى تابعة لثلاث ممالك أوروبية. بالتالي، لا تملك أي من الأنظمة الملكية في الأمريكتين ملكًا مقيمًا بشكل دائم.
تتجذر هذه الممالك في تاريخ الملكية في الأمريكتين الذي يعود إلى ما قبل الاستعمار الأوروبي. كانت المجتمعات القبلية والأكثر تعقيدًا ما قبل الكولومبية موجودة في ظل أشكال الحكم الملكية، مع توسع بعضها لتشكيل إمبراطوريات شاسعة تحت حكم ملك مركزي، بينما أقدمت ممالك أخرى على الشيء نفسه مع مجموعة لامركزية من المناطق القبلية تحت زعامة قبيلة تخضع لمبدأ الوراثة في الحكم. ومع ذلك، لا تنحدر أي من الملكيات المعاصرة لتلك الأنظمة الملكية التي سبقت الاستعمار، وبدلاً من ذلك فإما لها جذورها التاريخية أو ما تزال جزءًا من الملكيات الأوروبية الحالية التي نشرت نفوذها عبر المحيط الأطلسي، بدءًا من منتصف القرن الرابع عشر.
منذ ذلك التاريخ، وخلال عصر الاستكشاف، وضع الاستعمار الأوروبي أراضٍ أمريكية واسعة النطاق تحت سيطرة ملوك أوروبا، على الرغم من أن غالبية هذه المستعمرات نالت بعد ذلك الاستقلال عن حكامها. استقلت بعض البلدان عن طريق النزاع المسلح مع بلدانها الأم، كما في الثورة الأمريكية وحروب الاستقلال في أمريكا اللاتينية، وعادة ما قطعت تلك البلدان جميع العلاقات مع الممالك الخارجية في هذه العملية. حصلت بلدان أخرى على السيادة الكاملة من خلال المسارات التشريعية، مثل التوطين الكندي لدستورها عن المملكة المتحدة. أصبح عدد معين من المستعمرات السابقة جمهوريات فور الوصول إلى الحكم الذاتي. استمرت باقي البلدان مع الملكيات الدستورية المستوطنة -في حالات هايتي والمكسيك والبرازيل- مع ملكها المقيم، وبالنسبة لأماكن مثل كندا وبعض الدول الجزيرية في منطقة البحر الكاريبي، تشارك ملكها مع دولتها الأم السابقة، وتأسس آخرها كما في دولة بيليز في عام 1981.

## الملكيات الحالية

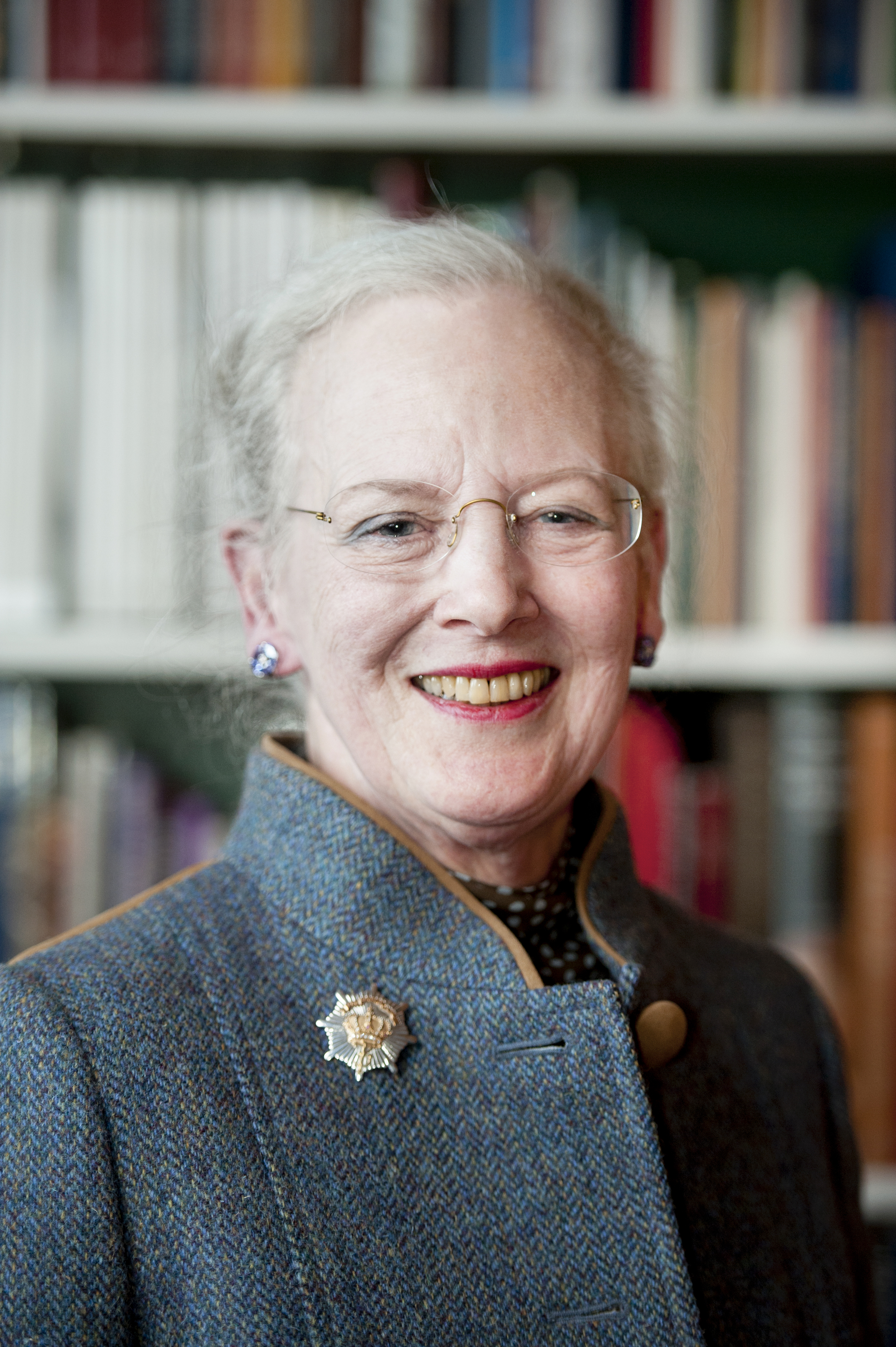
الملكة مارغريت الدنماركية

### الملكية الأمريكية
في حين أن حاكم كل من الملكيات الأمريكية هو نفس الشخص ويقيم في الغالب في أوروبا، فإن كل دولة تتمتع بالسيادة وبالتالي لديها ممالك محلية متميزة مقرها في عواصمها، مع واجبات الملك اليومية الحكومية والاحتفالية بشكل عام، يقوم بها نائب الملك المحلي المعين.

#### أنتيغوا وبربودا
تعود جذور ملكية أنتيغوا وبربودا إلى النظام الملكي الأسباني، التي استُعمِرت تحت سلطته لأول مرة في أواخر القرن الخامس عشر، ولاحقًا تحت النظام الملكي البريطاني، بصفتها مستعمرةً للتاج. في 1 نوفمبر 1981، حصلت البلاد على استقلالها من المملكة المتحدة، واحتفظت بالعاهل الحاكم آنذاك، الملكة إليزابيث الثانية، ملكةً لمملكة أنتيغوا وبربودا التي أسِست حديثًا. يمثل الملكة في البلاد الحاكم العام لأنتيغوا وبربودا، السير رودني ويليامز.
وضعت الملكة إليزابيث وقرينها الملكي، الأمير فيليب، دوق إدنبرة، أنتيغوا وبربودا ضمن جولتهم الكاريبية عام 1966، ومرة أخرى في جولة اليوبيل الفضي للملكة في أكتوبر 1977. عادت إليزابيث مرة أخرى في عام 1985. بمناسبة الذكرى الخامسة والعشرين لاستقلال البلاد، في 30 أكتوبر 2006، افتتح الأمير إدوارد، إيرل ويسيكس، مبنى البرلمان الجديد في أنتيغوا وبربودا، وقرأ رسالة من والدته، الملكة. زار دوق يورك أنتيغوا وبربودا في يناير 2001.

#### جزر البهاما
تعود جذور النظام الملكي لجزر البهاما إلى النظام الملكي الإسباني، استُعمِرت الجزر تحت سلطته لأول مرة في أواخر القرن الخامس عشر، ولاحقًا تحت النظام الملكي البريطاني، بصفتها مستعمرةً للتاج، بعد عام 1717. في 10 يوليو 1973، حصلت جزر البهاما على استقلالها من المملكة المتحدة، واحتفظت بالعاهل الحاكم آنذاك، الملكة إليزابيث الثانية، ملكةً لملكية جزر البهاما المشكلة حديثًا. يمثل الملكة في البلاد الحاكم العام لجزر الباهاما، السير كورنيليوس أ. سميث.

#### بربادوس
تعود جذور ملكية بربادوس إلى النظام الملكي الإنجليزي، الذي طالب بالجزيرة في عام 1625 واستعمرها لأول مرة في عام 1627، وبعد ذلك النظام الملكي البريطاني. بحلول القرن الثامن عشر، أصبحت بربادوس أحد المعاقل الرئيسية لسلطة التاج البريطاني في جزر الهند الغربية البريطانية، وبعد محاولة في عام 1958 في اتحاد مع مستعمرات الهند الغربية الأخرى، استمرت كمستعمرة ذاتية الحكم حتى 30 نوفمبر 1966، حصلت البلاد على استقلالها من المملكة المتحدة، واحتفظت بالعاهل الحاكم آنذاك، الملكة إليزابيث الثانية، ملكةً لملكية بربادوس المشكلة حديثًا. يمثل الملكة في البلاد الحاكم العام لبربادوس، السير إليوت بلغريف.
في عام 1966، افتتح ابن عم الملكة إليزابيث، الأمير إدوارد، دوق كِنت، الجلسة الثانية للبرلمان الأول للدولة المنشأة حديثًا، قبل أن تقوم الملكة نفسها، جنبًا إلى جنب مع الأمير فيليب، دوق إدنبرة، بجولة في بربادوس. عادت إليزابيث في يوبيلها الفضي في عام 1977، ومرة أخرى في عام 1989 للاحتفال بالذكرى 350 لتأسيس برلمان بربادوس.
دعا رئيس الوزراء السابق أوين آرثر إلى إجراء استفتاء على أن تصبح بربادوس جمهورية في عام 2005، على الرغم من تأجيل التصويت إلى 2006 على الأقل من أجل تسريع اندماج بربادوس في الاقتصاد والسوق الموحدة الكاريبية. أُعلن في 26 نوفمبر 2007 أن الاستفتاء سيُجرى في عام 2008، جنبًا إلى جنب مع الانتخابات العامة في ذلك العام. ومع ذلك، تأجل التصويت مرة أخرى إلى موعد لاحق، بسبب عقبات إدارية.

#### بيليز
كانت بيليز، حتى القرن الخامس عشر، جزءًا من إمبراطورية المايا، وتحوي على ولايات أصغر يرأسها حاكم وراثي يُعرف باسم أجاو (فيما بعد كوهول أجاو). تعود جذور النظام الملكي الحالي لبيليز إلى النظام الملكي الإسباني، التي استعمرت المنطقة تحت سلطتها لأول مرة في القرن السادس عشر، ولاحقًا الملكية البريطانية، لتصبح بيليز مستعمرةً للتاج. في 21 سبتمبر 198، حصلت البلاد على استقلالها من المملكة المتحدة، واحتفظت بالملكة التي كانت حاكمة آنذاك، إليزابيث الثانية، ملكةً لملكية بيليز المشكلة حديثًا. يمثل الملكة في البلاد الحاكم العام لبيليز، السير كولفيل يونغ. 

#### كندا
كان لدى السكان الأصليين في كندا أنظمة حكم منظمة بطريقة مشابهة لمفهوم الغرب للملكية؛ غالبًا ما أشار المستكشفون الأوروبيون إلى زعماء القبائل بالوراثة على أنهم ملوك. تعود جذور النظام الملكي الحالي لكندا إلى الملكيتين الفرنسية والإنجليزية، الذين استعمروا المنطقة تحت سلطتهم في القرنين السادس عشر والثامن عشر، ثم الملكية البريطانية لاحقًا. أصبحت البلاد اتحادًا كونفدراليًا يتمتع بالحكم الذاتي في 1 يوليو 1867، معترفًا به كمملكة في حد ذاته، ولكن لم يكن لديها استقلال تشريعي كامل عن التاج البريطاني حتى صدور قانون وستمنستر الأساسي في 11 ديسمبر 1931، وبقي العاهل الحاكم آنذاك، جورج الخامس، ملكًا للنظام الملكي المشكل حديثًا لكندا. يمثل الملك في البلاد الحاكم العام لكندا وفي كل مقاطعة من قبل نائب حاكم.